# Progarypus gracilis
Progarypus gracilis är en spindeldjursart som beskrevs av Volker Mahnert 200. Progarypus gracilis ingår i släktet Progarypus och familjen Olpiidae. Inga underarter finns listade i Catalogue of Life.